# Xã Taylor, Quận Sargent, Bắc Dakota
Xã Taylor (tiếng Anh: Taylor Township) là một xã thuộc quận Sargent, tiểu bang Bắc Dakota, Hoa Kỳ. Năm 2010, dân số của xã này là 39 người.